# Westchester Amateur
Het Westchester Amateur (ook: WGA Amateur) is een matchplay golftoernooi in de Verenigde Staten. Het toernooi wordt op wisselende banen gespeeld in New York en Connecticut.
De Westchester Golf Association, die in 1916 werd opgericht, organiseerde dat jaar ook de eerste editie van dit toernooi. In 2013 werd de 94ste editie gespeeld. Sinds 2012 telt het toernooi mee voor de World Amateur Golf Ranking.
In 2013 won Colin McDade zowel het WGA Amateur als het WGA Open. Alleen Roger Ginsberg had dit al in 1962 gedaan.

## Winnaars
| - 1916: eerste WGA Amateur - 1933: Willie Turnesa - 1936: Willie Turnesa - 1937: Willie Turnesa - 1938: Willie Turnesa - 1962: Roger Ginsberg | - 1981: Jonas Saxton - 1982: Jonas Saxton - 1983: Jonas Saxton - 1984: Jonas Saxton | - 2007: Michael Quagliano - 2008: Max Buckley op Torrey Pines - 2009: Mike Ballo Jr - 2010: - 2011: Cameron Young - 2012: Mike Miller - 2013: Colin McDade |